# Личанка (Мисленицький повіт)
Личанка (пол. Łyczanka) — село в Польщі, у гміні Сеправ Мисленицького повіту Малопольського воєводства.
Населення — 597 осіб (2011).

## Географія
У селі бере початок річка Сеправка.

## Демографія
Демографічна структура станом на 31 березня 2011 року:
|          | Загалом | Допрацездатний вік | Працездатний вік | Постпрацездатний вік |
| -------- | ------- | ------------------ | ---------------- | -------------------- |
| Чоловіки | 287     | 79                 | 185              | 23                   |
| Жінки    | 310     | 71                 | 188              | 51                   |
| Разом    | 597     | 150                | 373              | 74                   |